# Zhang Minti
| (216261) Mapihsia | 16 novembre 2006 |

Minti Zhang ou encore Man-Ti Chang (en chinois : 張敏悌 ; pinyin : Zhang Minti) est un astronome taïwanais.
Le Centre des planètes mineures le crédite de la découverte de cinq astéroïdes, toutes effectuées en 2006 avec la collaboration de Ye Quan-Zhi.